# Semele decisa
Semele decisa är en musselart som först beskrevs av Conrad 1837.  Semele decisa ingår i släktet Semele och familjen Semelidae. Inga underarter finns listade i Catalogue of Life.